# United States Army Intelligence and Security Command
Lo United States Army Intelligence and Security Command (INSCOM)  è un comando sotto il controllo diretto dei quartier generali dell'Esercito degli Stati Uniti, responsabile di tutte le sue unità di spionaggio militare. Il suo quartier generale è situato presso Fort Belvoir, in Virginia.

## Struttura
Esistono due principali tipologie di battaglione.

### Collection
- Questo reparto provvede a un supporto al controspionaggio, incluse analisi di minacce multidisciplinari.
- Stabilisce una struttura per interrogatori e li conduce verso politici di alto livello, personale militare, civili internati, rifugiati, sfollati e altro personale non americano.
- Traduce e utilizza documenti acquisiti, ritrovati o catturati in un teatro delle operazioni per produrre spionaggio scritto.
- Intervista personale americano o alleato che è scappato dopo essere stato catturato o è sfuggito ad una cattura.
- Raccoglie informazioni di intelligence tramite LLSO (Low Level Source Operations) reclutando, addestrando, informando e facendo il debriefing delle risorse di HUMINT a sostegno dei requisiti tattici e operativi dell'esercito americano.
- Supporta altre agenzie di intelligence e discipline che operano all'interno del teatro delle operazioni.
- Conduce attività di raccolta dello sfruttamento target (TAREX) all'interno del teatro delle operazioni (quando potenziato).
- Fornisce supporto MDCI alle unità situate o in transito nell'esercito AO del teatro.
- Fornisce servizi di supporto tecnico specializzato, come le contromisure di sorveglianza tecnica (TSCM), il poligrafo e la sicurezza dell'elaborazione automatica dei dati (ADP).
- Fornisce informazioni di intelligence derivate da Controspionaggio, interrogatori e supporto LLSO alle operazioni posteriori e all'antiterrorismo.

Esso è organizzato in un Headquarters & Headquarters Company, una compagnia di controspionaggio e una di interrogazioni.

### Operations
- Fornisce comando, controllo e comunicazioni di unità assegnate e collegate.
- Integra analisi, produzione e diffusione delle informazioni di intelligence.
- Fornisce spionaggio, analisi e supporto alle OPSEC.
- Fornisce supporto analitico di intelligence alle insidie del campo di battaglia.
- Fornisce sfruttamento, reportistica e supporto alla diffusione quasi in tempo reale di immagini raccolte a livello nazionale e/o di teatro.
- Fornisce CM, gestione della base di dati, guida al tasking e tasking per l'indicazione del sensore a supporto di EAC (Echelon Above Corps).
- Fornisce supporto dell'esercito TECHINT all'EACIC (Centro di spionaggio degli EAC) e ad altri servizi e comandi all'interno del teatro.
- Fornisce manutenzione meccanica e delle comunicazioni e supporto amministrativo per il battaglione, le unità annesse e l'HHD della brigata MI (EAC), come richiesto.
- Fornisce supporto di intelligence e analisi alle operazioni Wartime Reserve Mode (WARM) e riprogrammazione.
- Mantiene dei file di riferimento del database delle firme che può essere utilizzato per identificare quei sensori automatici/intelligenti, processori e munizioni e armi intelligenti che potrebbero essere interessati da una firma Wartime Reserve Mode (WARM) o alterata.

Esso è organizzato in un Headquarters & Headquarters Company, una compagnia EACIC, una TECHINT e un distaccamento STRATEGIC IA.

## Organizzazione
Al gennaio 2019 il comando controlla le seguenti unità:
- National Ground Intelligence Center (NGIC)
- 902nd Military Intelligence Group
  -  Headquarters & Headquarters Company, Fort George G. Meade, Maryland
  -  308th Military Intelligence Battalion
  -  310th Military Intelligence Battalion
  - Foreign Counterintelligence Activity
  - Army Operations Security Detachment
  - Army Counterintelligence Center
- Army Operations Group (AOG)
- 116th Military Intelligence Brigade (Aerial Intelligence)
  -  Headquarters & Headquarters Company, Fort Gordon, Georgia
  -  206th Military Intelligence Battalion, Fort Hood, Texas
  - 15th Military Intelligence Battalion
    -  Headquarters & Headquarters Company, Fort Cavazos, Texas
    -  Company A (EMARSS) - Equipaggiata con MC-12S
    -  Company B (Gray Eagle) - Equipaggiata con MQ-1C Gray Eagle

  -  204th Military Intelligence Battalion
    -  Headquarters & Headquarters Company, Fort Bliss, Texas
    -  Company A (ARL) - Equipaggiata con DHC-7 e DHC-8
    - Company B (Aviation Support)
    -  Company C (GRCS) - Equipaggiata con RC-12X Guardrail

  -  224th Military Intelligence Battalion
    -  Headquarters & Headquarters Company, Fort Stewart, Georgia
    -  Company A (EMARSS) - Equipaggiata con MC-12S
    -  Company B (Gray Eagle - Equipaggiata con MQ-1C Gray Eagle

  - PED Battalion
  -  138th Military Intelligence Company - JSTARS
- Army Field Support Center (AFSC)
- 704th Military Intelligence Brigade - NSA
  -  Headquarters & Headquarters Company, Fort George G. Meade, Maryland
  -  741st Military Intelligence Battalion
  -  742nd Military Intelligence Battalion
  -  743rd Military Intelligence Battalion
  - USATSS
- 706th Military Intelligence Brigade - NSA
  -  Headquarters & Headquarters Company
  - 707th Military Intelligence Battalion
- 1st Information Operations Command - United States Army Cyber Command
  -  Headquarters & Headquarters Company, Fort Belvoir, Virginia
  - 1st Information Operations Battalion
  - 2nd Information Operations Battalion
- 780th Military Intelligence Brigade - United States Army Cyber Command
  -  Headquarters & Headquarters Company, Fort George G. Meade, Maryland
  -  781st Military Intelligence Battalion
  - 782nd Military Intelligence Battalion
- 66th Military Intelligence Brigade - EUCOM
  -  Headquarters & Headquarters Company
  -  24th Military Intelligence Battalion (Operations)
  -  2nd Military Intelligence Battalion (Forward Collection)
  -  323rd Military Intelligence Battalion (Theater Support) - USAR
- 207th Military Intelligence Brigade - AFRICOM
  -  Headquarters & Headquarters Company, Wiesbaden, Germania
  -  522nd Military Intelligence Battalion (Operations)
  -  307th Military Intelligence Battalion (Forward Collection)
  -  337th Military Intelligence Battalion (Theater Support) - USAR
- 470th Military Intelligence Brigade - SOUTHCOM
  - Headquarters & Headquarters Company, Fort Sam Houston, Texas
  -  312th Military Intelligence Battalion (Operations)
  - 717th Military Intelligence Battalion (Strategic SIGINT)
  -  377th Military Intelligence Battalion (Theater Support), Austin, Texas - USAR
  - 403rd Military Intelligence Detachment
- 500th Military Intelligence Brigade - PACOM
  -  Headquarters & Headquarters Company, Schofield Barracks, Hawaii
  -  205th Military Intelligence Battalion (Operations)
  - 311th Military Intelligence Battalion (Forward Collection)
  - 341st Military Intelligence Battalion (Linguist) - Washington Army National Guard
  - 715th Military Intelligence Battalion (Strategic SIGINT)
  -  301st Military Intelligence Battalion (Theater Support) - USAR
- 501st Military Intelligence Brigade - USFK
  -  Headquarters & Headquarters Company, Fort Humphreys, Corea del Sud
  -  532nd Military Intelligence Battalion (Operations)
  -  524th Military Intelligence Battalion (Forward Collection)
  -  3rd Military Intelligence Battalion (Aerial Exploitation)
    -  Headquarters & Headquarters Company
    -  Company A (Airborne Reconnaissance Low) - Equipaggiata con DHC-7 e DHC-8
    -  Company B (Guardrail Common Sensor) - Equipaggiata con RC-12X Guardrail

  -  719th Military Intelligence Battalion (Warning Intelligence Analysis)
  -  368th Military Intelligence Battalion (Theater Support) - USAR
- 505th Military Intelligence Brigade (USAR)- NORTHCOM
- 513th Military Intelligence Brigade - CENTCOM
  - Headquarters & Headquarters Company, Fort Gordon, Georgia
  -  297th Military Intelligence Battalion (Operations)
  - 202nd Military Intelligence Battalion (Forward Collection)
  -  345th Military Intelligence Battalion (Theater Support) - USAR
- 201st Expeditionary Military Intelligence Brigade - I Corps
  -  Headquarters & Headquarters Company - Joint Base Lewis-McChord
  -  109th Military Intelligence Battalion (Collection)
  -  502nd Military Intelligence Battalion (Operations)
- 504th Expeditionary Military Intelligence Brigade - III Corps
  -  Headquarters & Headquarters Company - Fort Hood, Texas
  -  163rd Military Intelligence Battalion (Operation)
  -  303rd Military Intelligence Battalion (Collections)
- 525th Expeditionary Military Intelligence Brigade - XVIII Airborne Corps
  -  Headquarters & Headquarters Company - Fort Bragg, Carolina del Nord
  -  319th Military Intelligence Battalion (Operation)
  -  519th Military Intelligence Battalion (Collections)